# John Home
John Home (Leith, 1722 – Merchiston Bank, 1808) è stato un drammaturgo scozzese.
Esordì col dramma Agis, clamoroso insuccesso , che non lo distolse tuttavia dalla drammaturgia. Nel 1756 scrisse la tragedia Douglas, che riscosse un grande successo, consacrandolo come ottimo tragediografo.